# Španjolski nacionalizam
Španjolski nacionalizam (španjolski: Nacionalismo Español) je nacionalizam koji ističe vrijednost i bogatstvo španjolske kulture i jedinstvo Španjolaca. Obično je bio usko povezan s koncepcijom kulture zasnovane na kulturi Kastilije Kastiljanski jezik postao je španjolski jezik. Ostali izrazi španjolskog nacionalizma uključuju paniberijanizam i pan-hispanizam Za prapočela španjolskog nacionalizma se uzima rekonkvista - pobjeda katoličke vojske protiv muslimana Maura u Granadi godine 1492. Ta je pobjeda rezultirala valom patriotskog sentimenta među katoličkim Španjolcima. Razvoj španjolskog nacionalizam bio je proces vezan za izgradnju monarhije pod Kastilskim vodstvom.
Baš kao i u svim drugim zapadnoeuropskim nacionalnim državama  (Portugalu, Francuskoj i Engleskoj), oblikovanje autoritarne monarhije od kasnog srednjeg vijeka iznjedrilo je paralelni sekularni razvoj države i nacije u Španjolskoj nastao je zbog teritorijalnog širenja španjolske monarhije je uzastopni teritorijalna konformacije.  Najjasniji faktor identifikacije postojao tijekom etničkog-vjerskog razdoblja u obliku statusa "starih kršćana". Na kraju tog razdoblja (18. st.), jezični faktor identifikacije postupno je dolazio do izražaja i okretanje kastilskom jeziku s novim ustanovama kao što su Španjolska kraljevska akademija.
Povijesno gledano, španjolski nacionalizam pojavio se s liberalizmom, te u španjolskom ratu za neovisnost protiv Napoleona I. i Francuske.
Od tada je često mijenjao svoj sadržaj i svoje ideološke i političke prijedloge: tako su redom bili doceañista, esparterista, čak i nakratko iberista (gdje se propagira jedinstvo s Portugalom tijekom dinastičke krize, 1868). Karlizam, koji je bio obrambeni pokret starog režima, nije uopće uvažavao pridjev "nacionalni" (nacionalni suverenitet, Nacionalne garde nacionalne imovine ... bili vokabular liberala, osobito jer više progresistas). Međutim, španjolski nacionalizam koji je pokazao odlučujućim u dvadesetom stoljeću došao je iz frustracije zbog katastrofe godine 1898. ( poraza u ratu protiv SAD-a), koji jenazivan regeneracionizam, potjecao je iz pokreta vrlo suprotstavljenim jedni drugome, vladajućoj dinastiji Bourbon  (Francisco Silvela, Eduardo Dato, Antonio Maura), republikanske oporbe (koji je imao samo kontradiktornu politiku i kratki boravak na vlasti), pa čak i vojske (krize 1917. i diktaturama   Miguela Primo de Rivere i Francisca Franca). 
Naime, pod nazivom panhispanizam (točnije iz pokreta usmjerenog na jedinstvo hispanoameričkih naroda) shvaćenog kao španjolski imperijalizam, ovaj izraz se rabi specifičan pokret nastao nakon krize 1898., u širem kontekstu koji je uključivao regeneracionzam i generaciju 98, jošđ jasnije izražen u drugoj fazi Maeztua. Njegovi ideolozi i političari bili su Ramiro Ledesma i Onésimo Redondo (osnivači JONS) i Jose Antonio Primo de Rivera (osnivač Falange). Koristeći izraz koji potječe od Jose Ortega y Gasset, određuje Španjolsku kao jedinstvo sudbine u svemiru, zagovarajući povratak na tradicionalne i duhovne vrijednosti Imperijalne Španjolske. Ideja carstva čini ga više univerzalnim nego lokalnim,  što ga čini jedinstvenim među pojedinim nacionalizmima, ali bliže drugima (pogotovo talijanskom fašizmu). On također uključuje komponente odlučnog   tradicionalizma (s iznimkama poput vanguardisma Ernesto Gimenez Caballero), ukorijenjenog u tisućljetnoj povijesti: radi se o tradicionalnoj katoličkoj monarhiji (iako je često   ravnodušna na specifičan oblik države) i, što je najvažnije, ne naslanja se na sekularne nego na izričito rimokatoličke osnove, koje će kasnije definirati (u prvoj fazi frankizma) pojam nacionalni katolicizam.

## Suvremeni nacionalizam
Politička tranzicija koja je, zajedno sa socijalnim i ekonomskim promjenama u dubokom smislu modernizacije, je proistekla iz frankizma do izgradnje sadašnjih institucija (španjolski ustav iz 1978 i statuta autonomije), proizvela je vrlo oštar preokret društvene uporabe španjolskih simbola nacionalne identifikacije,  dok su periferni nacionalizmi stekli značajnu prisutnost i teritorijalnu moć, koji postaje izborna većina u Kataloniji (Konvergencija i unija, republikanska ljevica Katalonije) i Baskiji (Baskijska nacionalistička stranka, EA i tzv. Lijevi abertzale) te znatno je niža u Navarri (Nabai) i Galiciji (Galicijski nacionalni bloka). Kanarski otoci (Coalición Canaria),  Andaluzija (Partido Andalucista) ili druge autonomne zajednice imaju manje očite nacionalizme (često opisivane kao regionalizmi), na temelju jezičnih ili povijesnim razlika. 
Iz područja tih drugih nacionalizama,  o "španjolskom nacionalizmu" se često se govori kao ekvivalentu centralizma. Obično iz kontroverzne političke svrhe, on se može identificirati s konzervativnom nostalgijom za Francovim režimom ili s državnom represijom u tim teritorijima, koji se u ekstremnim slučajevima (osobito ETA u Baskiji ) se koristi kao opravdanje za terorizam koji sebe smatra oružanom borbom za nacionalno oslobođenje. s druge strane, nitko od glavnih političkih stranaka pogođenih takvom oznakom españolistas ili "španjolskih nacionalista", ne identificiraju se na taj način često, umjesto toga, koristite izraz ne-nacionalistički kako bi se odvojili od nacionalista, koji su po njima tek "periferija".
S većinskog stajališta, u društvenim, teritorijalnim i izbornim okolnostima, identifikacija sa Španjolskom, njezinim simbolima i institucijama postala je obilježje ustavnog patriotizma i građanskog nacionalizma, koji nastoji poštovati različite vizije Španjolske uklopljene u pluralističkom okviru, uključive i isključive, koncepti u kojima se često susreću većina političkih stranaka (Španjolska socijalistička radnička partija i Narodna stranka) kao i one manjinske (ujedinjena ljevica, unija napretka i demokracije, ostale regionalne stranke ili nacionalističke stranke ponekad zvane umjerene), unatoč održavanju dubokih političkih razlika ponekad izraženih na vrlo jak način.